# All Night Always
All Night Always är en EP av Music By Em, utgiven 2000 av Sony Music. Skivan är bandets enda skivsläpp.
"All Night Always" och "Hope" var tänkta att inkluderas på bandets debutalbum The Stars We Are. Skivan, som finns inspelad, utgavs emellertid aldrig.

## Låtlista
Där inte annat anges är låtarna skrivna av Rasmus Kellerman.
1. "All Night Always" - 4:11
2. "Hope" - 3:35 (Rasmus Kellerman, Hans Ek)
3. "When You Drive" 3:38

## Personal
- Rasmus Kellerman - sång, gitarr
- Rolf Klinth - producent, lap steel (1, 3), gitarr (1), inspelning, mixning
- Monica Starck - sång (1)
- Johan Gunnarsson - ljudeffekter (1)
- Anneli Beronius - elpiano (1), hammondorgel (3)
- Hans Ek - stråkarrangemang och ackompanjemang (2)
- Andreas Andersson - violin (2)
- David Björkman - violin (2)
- Jonas Lindgård - violin (2)
- Per Fahlén - violin (2)
- Peter Öman - violin (2)
- Arne Stenlund - viola (2)
- Jakob Ruthberg - viola (2)
- Anna Wallgren - cello (2)
- Kajsa William-Olsson - cello (2)
- Robert Wellerfors - mastering, mixning
- Fredrik Appelkvist - mixning
- Sara Appelgren - fotografering